# Phytobia setosa
Phytobia setosa este o specie de muște din genul Phytobia, familia Agromyzidae. A fost descrisă pentru prima dată de Friedrich Hermann Loew în anul 1869. Conform Catalogue of Life specia Phytobia setosa nu are subspecii cunoscute.